# Machine Head (album)
Machine Head er det sjette Deep Purple-studiealbum. Det blev indspillet på Grand Hotel Montreux, Schweiz i december 1971 med Rolling Stones Mobile Studio, og udgivet i marts 1972.
Albummet er ofte blevet kaldt meget indflydelsesrigt i udviklingen af heavy metal-musikgenren. Det er Deep Purples mest succesrige album, og det nåede toppen af mange landes hitlister efter sin udgivelse. I 2001 satte magasinet Q det på listen over de 50 Mest Heavy Album Nogensinde.

## Spor
Alle sange skrevet af Ritchie Blackmore, Ian Gillan, Roger Glover, Jon Lord og Ian Paice.
1. "Highway Star" – 6:05
2. "Maybe I'm a Leo" – 4:51
3. "Pictures of Home" – 5:03
4. "Never Before" – 3:56
5. "Smoke on the Water" – 5:40
6. "Lazy" – 7:19
7. "Space Truckin'" – 4:31

### 25. jubilæums genudgivelse på cd

#### Cd 1:The 1997 Remixes
1. "Highway Star" – 6:39
2. "Maybe I'm a Leo" – 5:25
3. "Pictures of Home" – 5:21
4. "Never Before" – 3:59
5. "Smoke on the Water" – 6:18
6. "Lazy" – 7:33
7. "Space Truckin'" – 4:52
8. "When a Blind Man Cries" – 3:33

#### Cd 2:The Remasters
1. "Highway Star" – 6:08
2. "Maybe I'm a Leo" – 4:52
3. "Pictures of Home" – 5:08
4. "Never Before" – 4:00
5. "Smoke on the Water" – 5:42
6. "Lazy" – 7:24
7. "Space Truckin'" – 4:35

##### 25. jubilæums-bonusspor
1. "When a Blind Man Cries" (original B-side) – 3:32
2. "Maybe I'm a Leo" (Kvadrofonisk mix) – 5:00
3. "Lazy" (Kvadrofonisk mix) – 6:57

## Musikere
- Ritchie Blackmore – el-guitar
- Ian Gillan – sang, mundharmonika
- Roger Glover – bas
- Jon Lord – piano, el-orgel, keyboard
- Ian Paice – trommer